# Notre-Dame (Penhors)

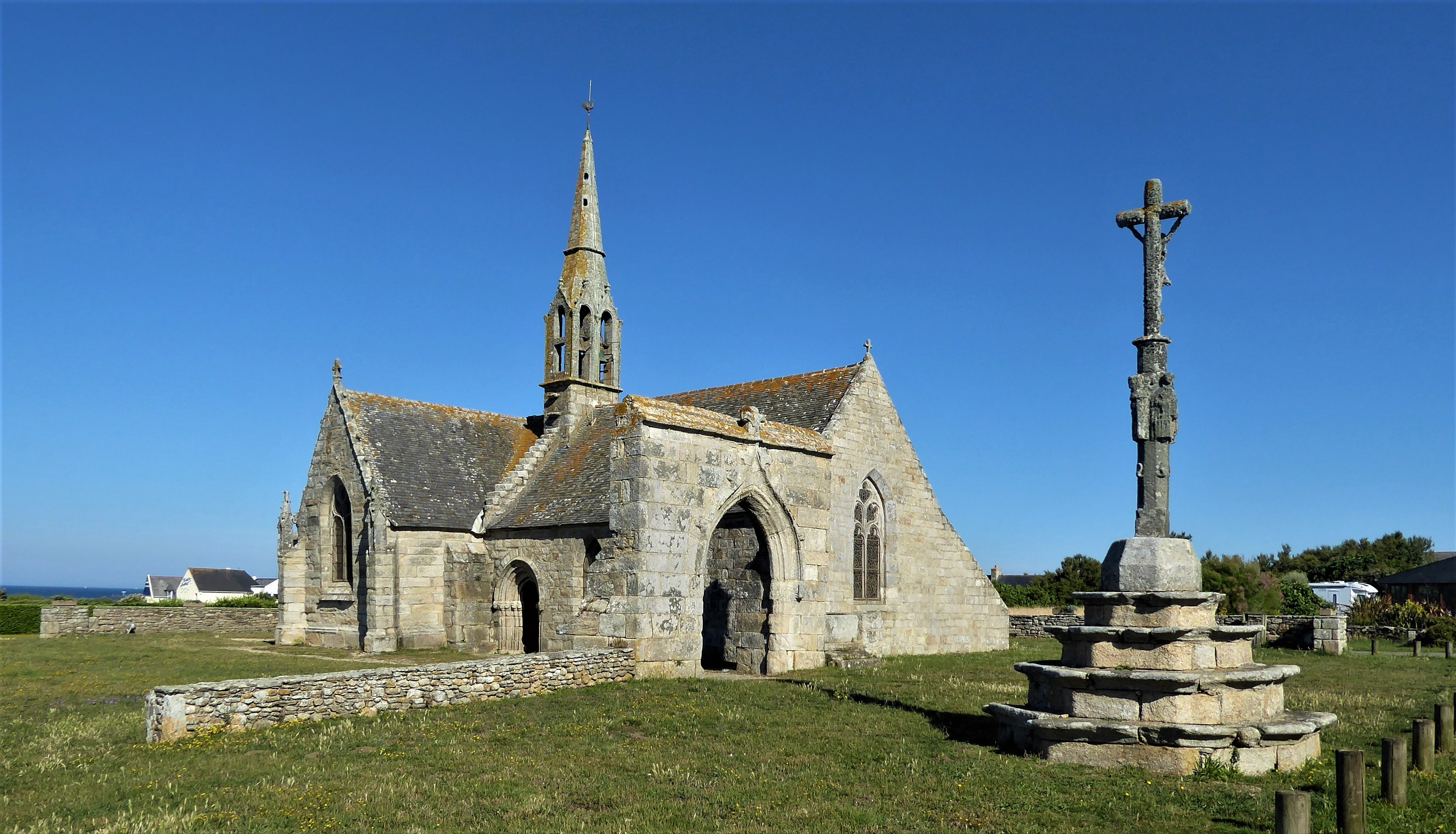
Notre-Dame in Penhors mit Kalvarienberg

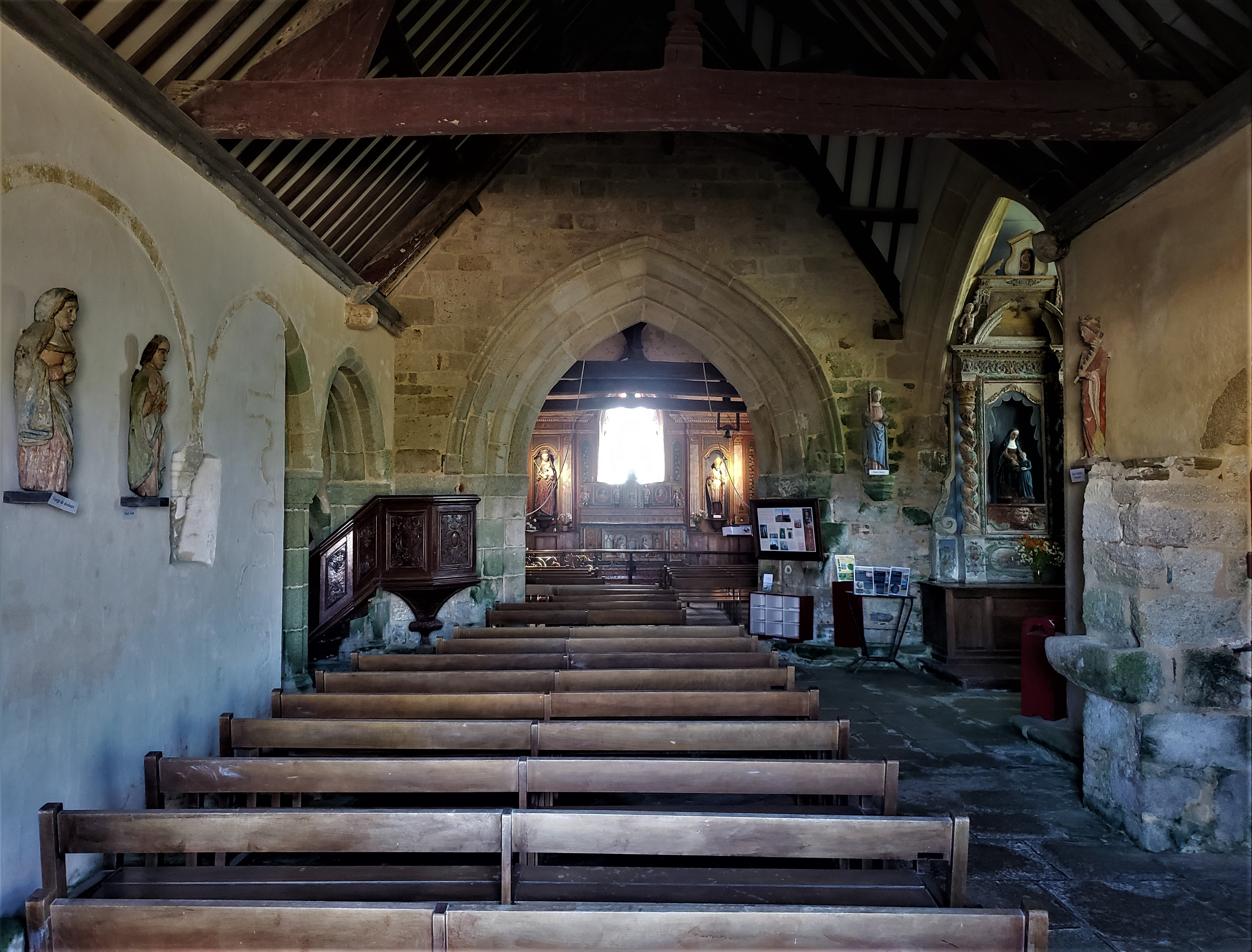
Innenansicht

Notre-Dame (Deutsch: Unsere Liebe Frau) ist eine römisch-katholische Kapelle in Penhors, einem Ortsteil von Pouldreuzic (Département Finistère) in der Bretagne. Die Kapelle ist seit 1963 als Monument historique klassifiziert und befindet sich in weithin sichtbarer Lage in der Dünenlandschaft direkt hinter der Atlantikküste.

## Geschichte
Die Kapelle geht in ihren ältesten Teilen im Bereich des Chorraums auf das 13. Jahrhundert, möglicherweise sogar das 12., zurück. Im 15. Jahrhundert erfolgte eine Erweiterung des Gotteshauses, im 16. Jahrhundert wurden zwei Kapellen querhausartig hinzugefügt. Die Arkaden, die das Hauptschiff von den Seitenschiffen trennen, entsprechen der Bauschule von Pont-Croix. Vom 16. bis in das 18. Jahrhundert befand sich die Kapelle im Besitz des Benediktinerinnenpriorates Locmaria. Der steinerne Maßwerkdachreiter musste nach einem Sturmschaden zu Beginn des 20. Jahrhunderts erneuert werden. Auch das gotische Portal im Flamboyantstil als Zugang zum Kirchhof sowie der Kalvarienberg davor sind als Gesamtensemble als  Monument historique eingestuft. Der Sakralbau gilt heute als einer der bedeutendsten Wallfahrtsorte im Bigoudenland.